# گیاه یشم
گیاه یشم (نام علمی: Crassula ovata) که به نام‌های «درخت دوستی» «درخت شانس» یا «درخت پول» هم شناخته‌می‌شود. این گونه گیاهی آب‌دار بوده و همیشه‌سبز است. گیاه یشم بومی آفریقای جنوبی است اما در سراسر دنیا به عنوان گیاه آپارتمانی نگهداری می‌شود. رنگ برگ‌های این گیاه سبز یشمی است و در شرایط مناسب در آغاز بهار، بر روی شاخه‌های این گونه، گل‌های سفید و صورتی ستاره‌ای شکل می شکفد. یک از جنبه های گیاه یشم نگهداری آسان آن است. این گیاه رشد آهسته ای دارد و در سال حدود چند سانتی متر رشد می کند.

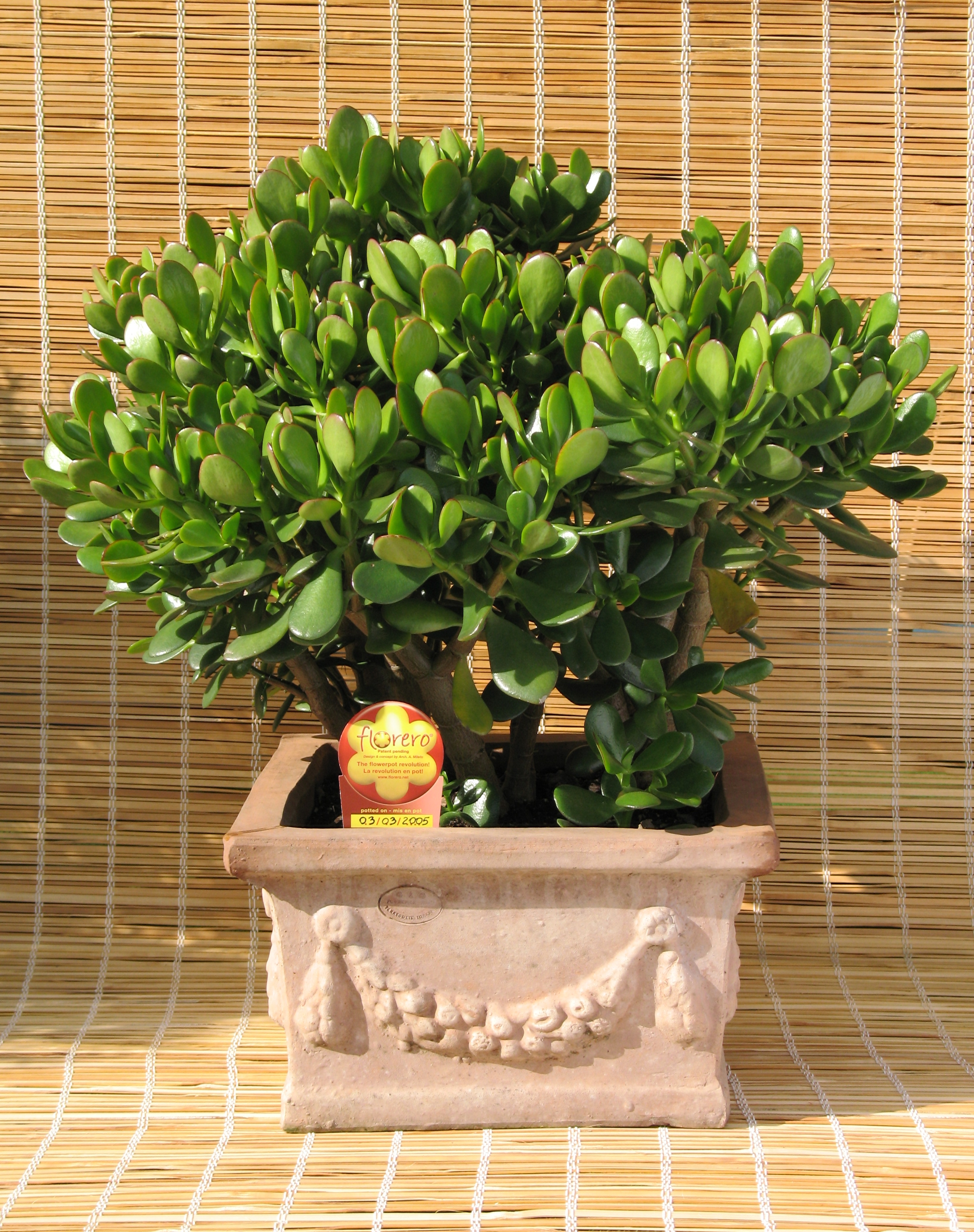

## نگاره

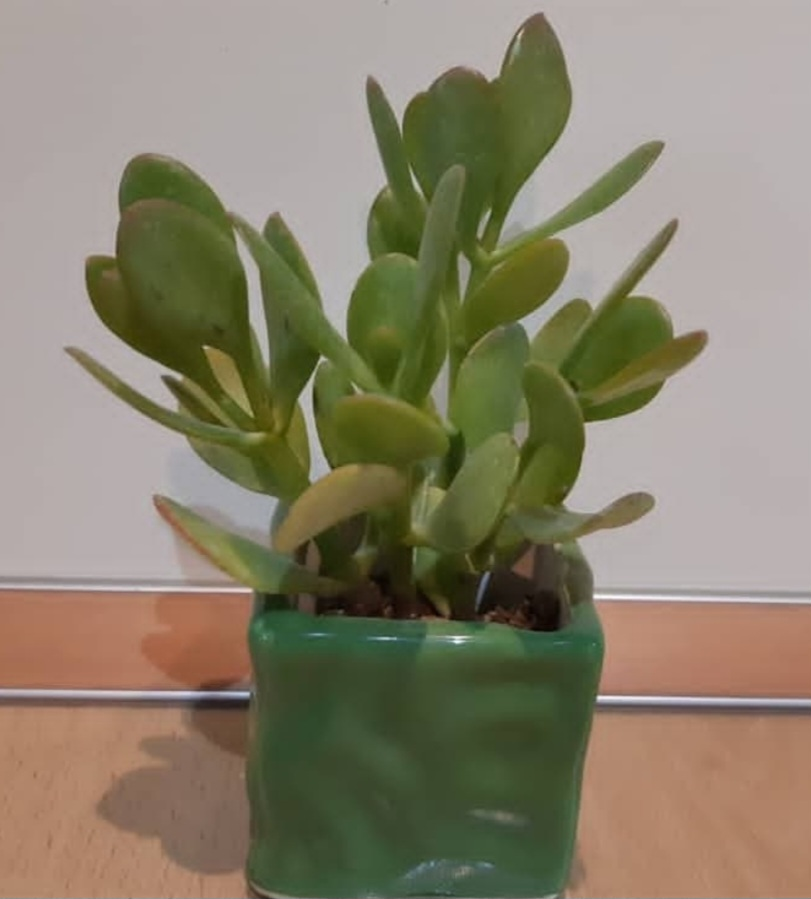
گیاه یشم

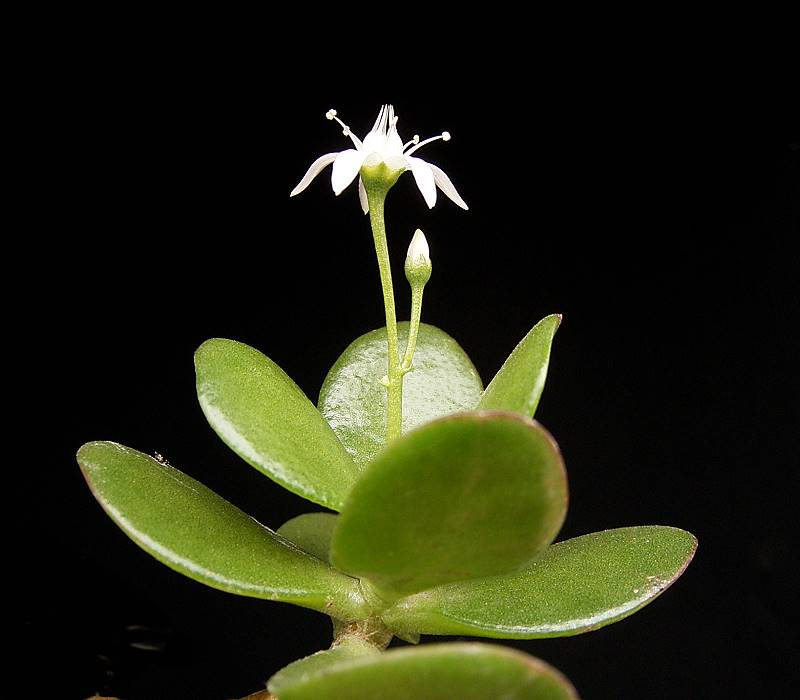
گل
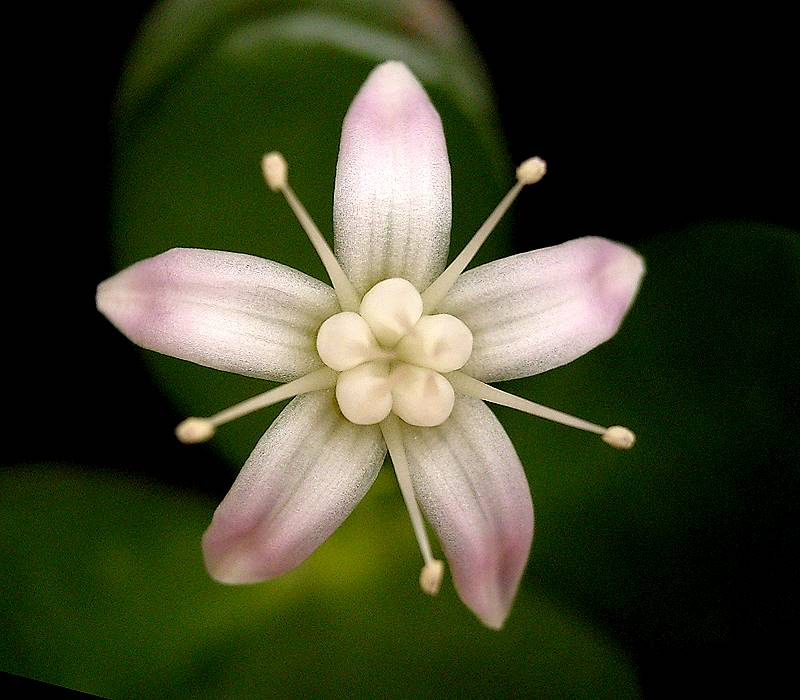
گل
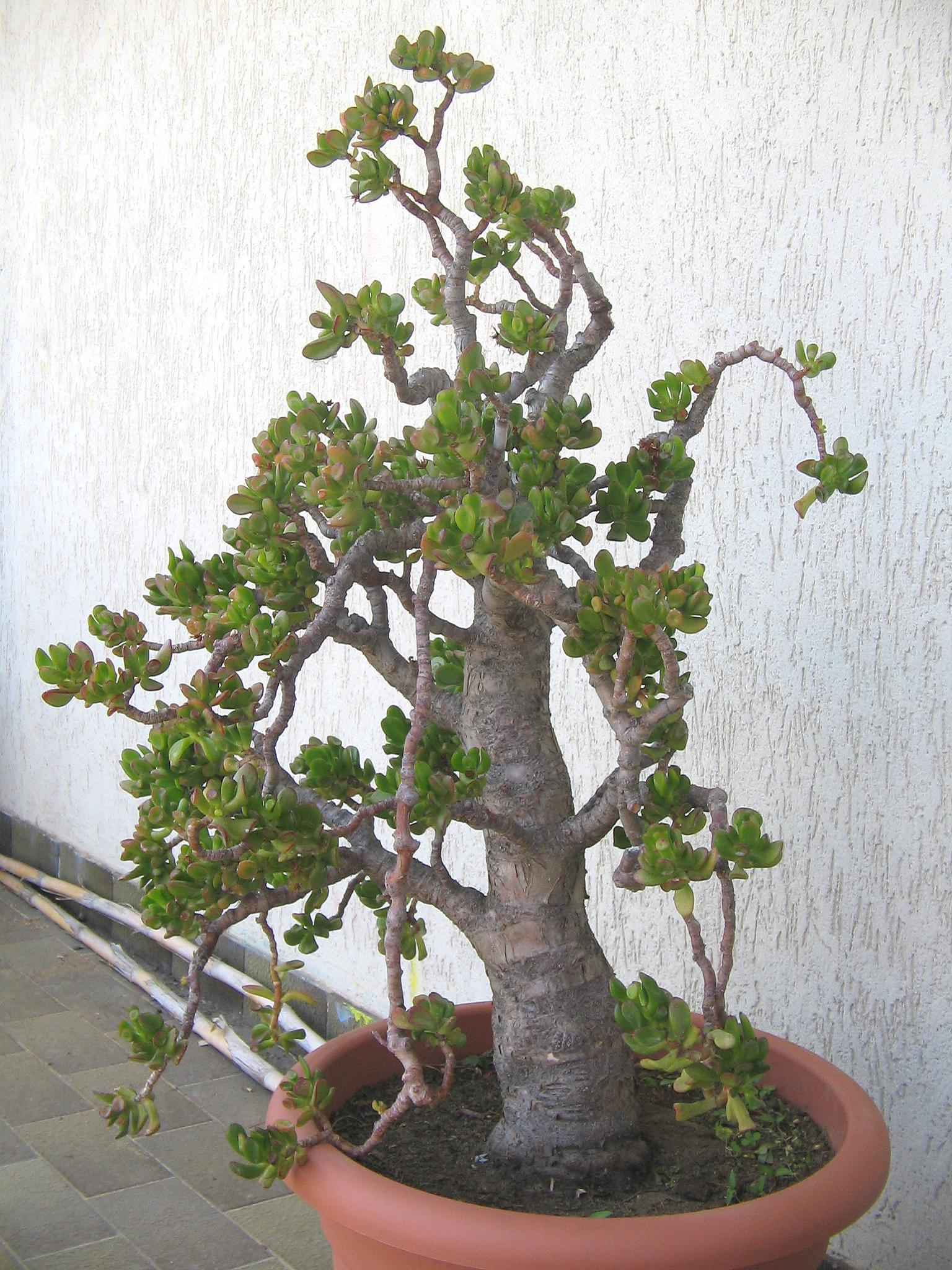
گونه مُنسترائوسا
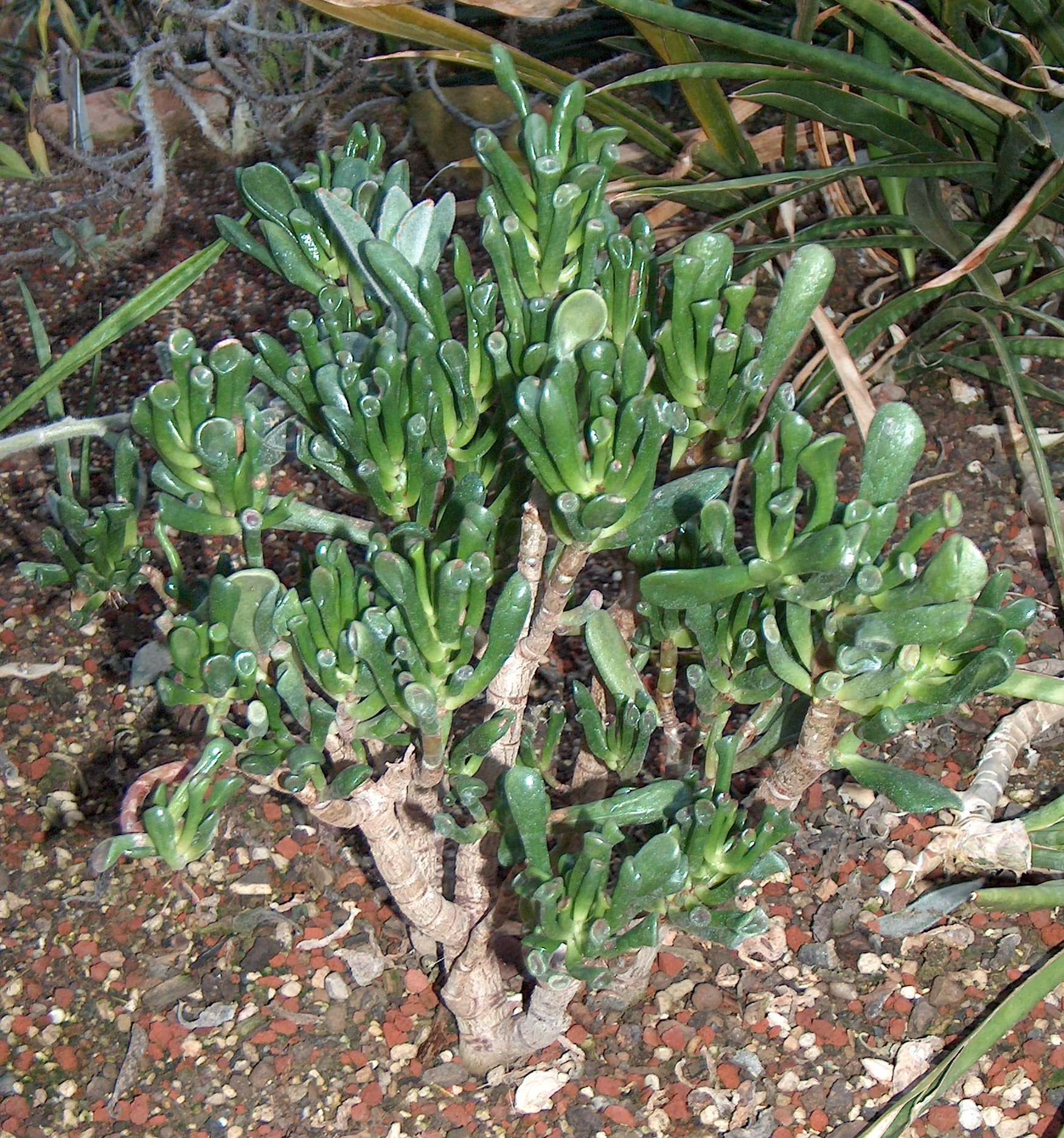
گونه کریستاتا
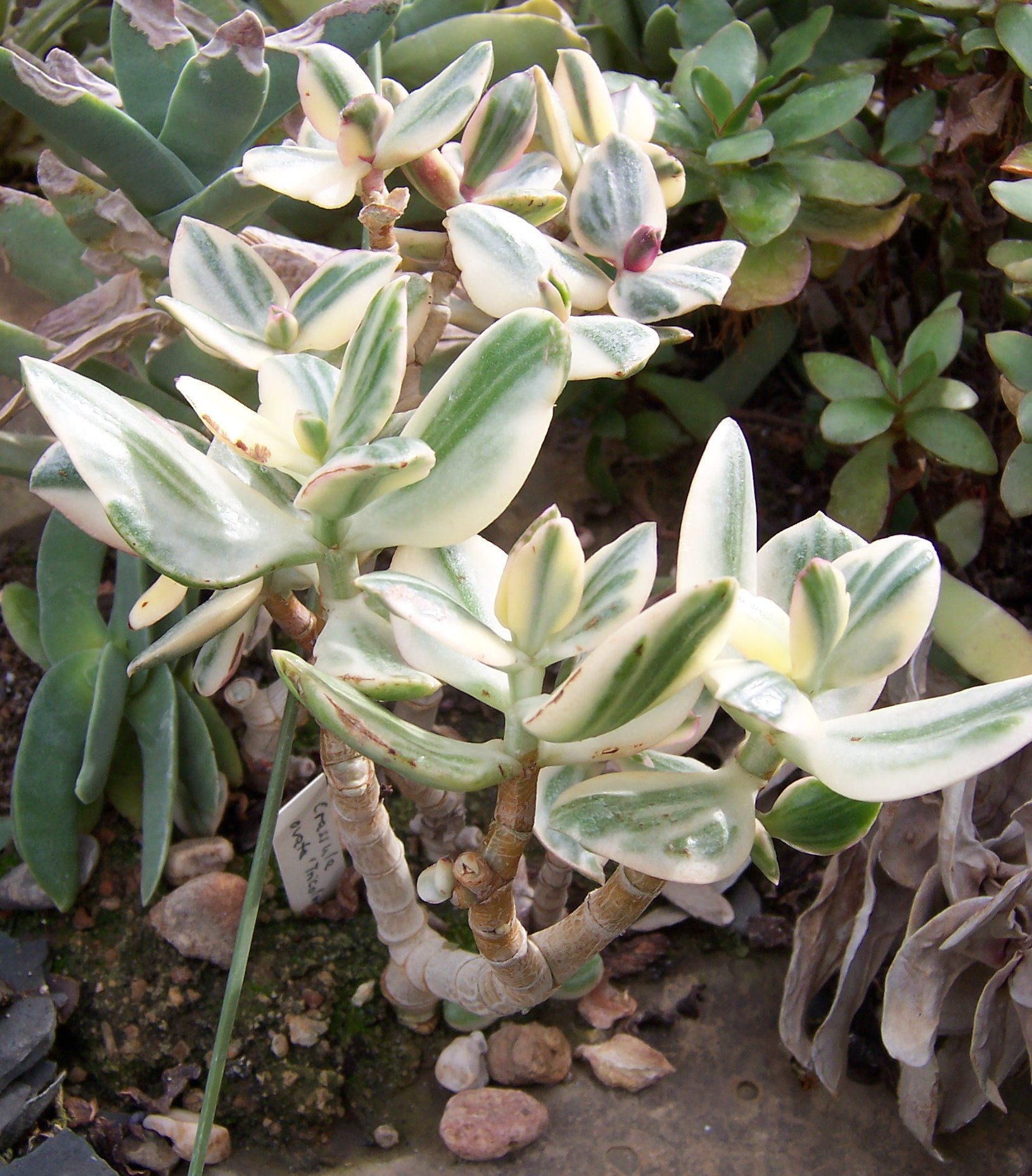
گونه سه‌رنگ
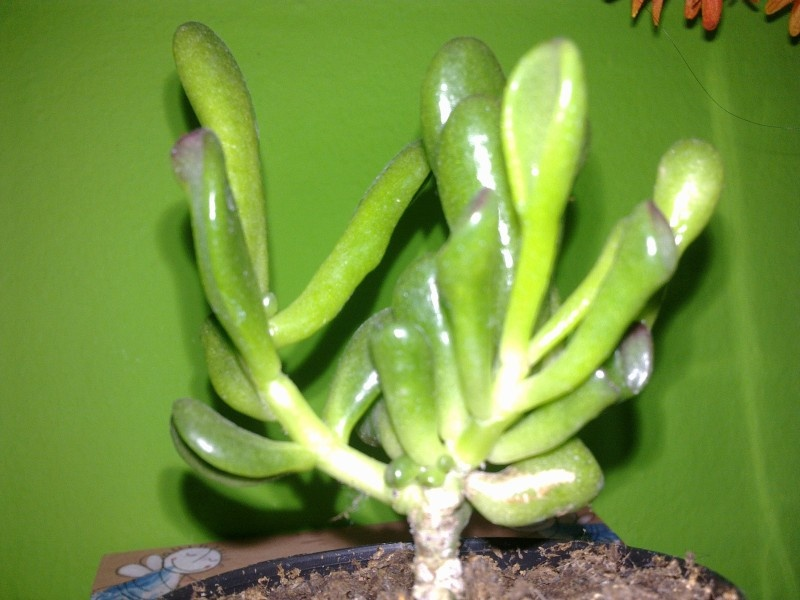
مُنسترائوسا دوساله
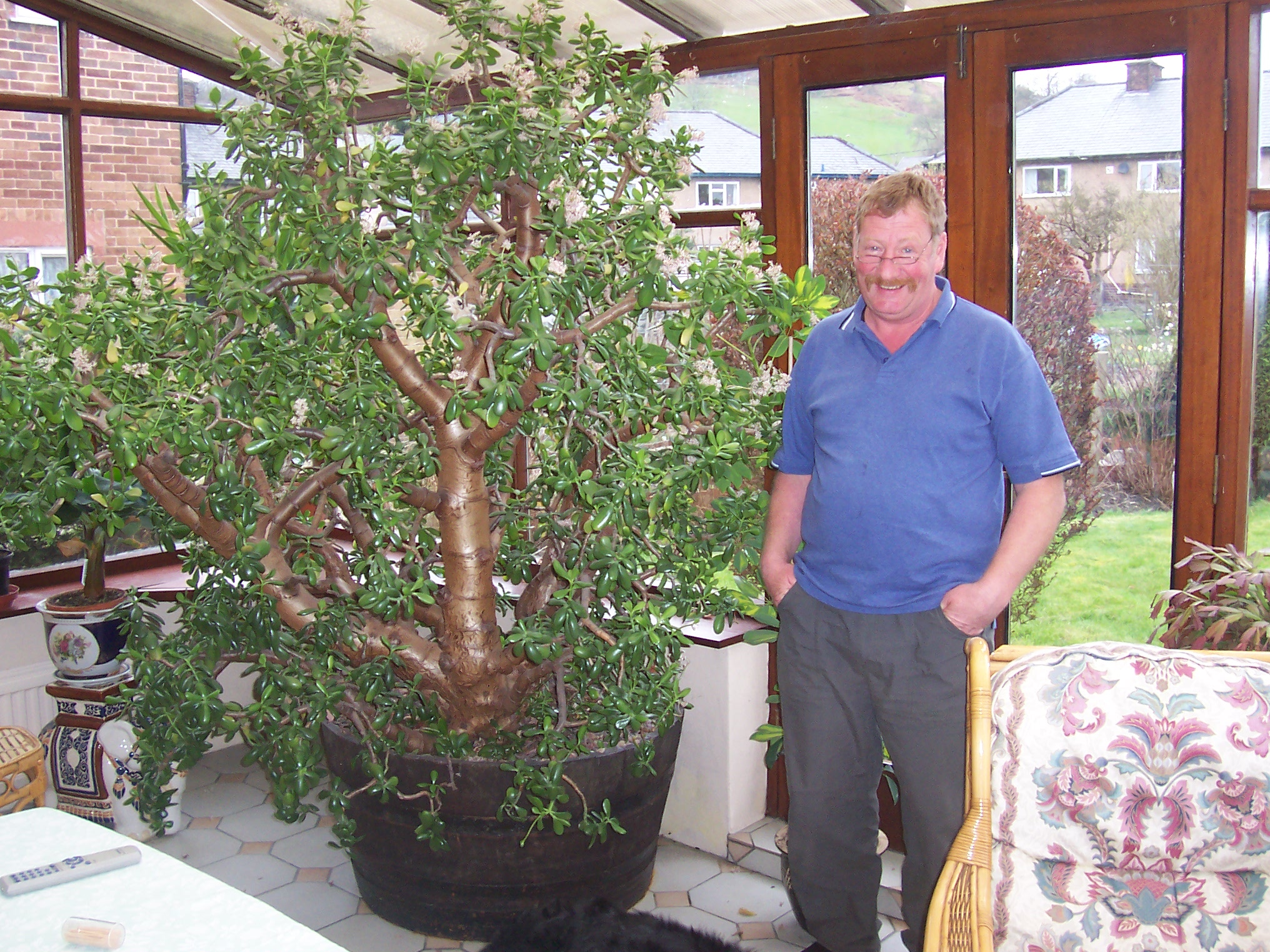
کراسولا اُواتا ۲۷ ساله